# 헤클러운트코흐 유탄기관총
헤클러&코흐 GMG(독일어: Granat Maschinengewehre)는 헤클러&코흐사가 자사의 자금으로 (즉, 독일 국방부의 개발 요청없이) 개발한 40 mm 자동 유탄발사기로 모든 종류의 40 mm × 53 mm 유탄을 사용할 수 있다. 개발은 1992년부터 시작되었다.

## 소개
이 자동 유탄발사기는 2개로 분해되며 최대 사정거리는 2,200미터이다. 작동방식은 블로우백 방식으로 오픈 볼트, 브라이머 발화식을 채용하였다. 급탄 방식은 독일의 걸작 기관총 MG42에서 발전한 구조로 40 X 53mm 유탄 32발 탄창을 사용하고, 좌우 급탄이 가능하며 전환에 특별한 공구가 필요없다(MG-42는 제2차 세계 대전 당시 기관총이나 전후에 서독군 재무장 과정에서 기존 7.92mm 탄이 아닌 7.62mm 나토탄을 사용하고 발사속도를 약간 줄이는 정도의 개조만 한 채 현재도 주력 기관총으로 사용 중이다. 현재 제식명은 MG-3이다).

## 구조
재질은 대부분이 알루미늄이며 강재는 볼트의 가이드레일과 하우징에 사용되었다. 안전장치를 안전(Safe)에 놓으면 방아쇠 뿐만 아니라 볼트도 고정되어 안정성이 높다. 방아쇠를 당기지 않는 한 움직이지 않는 폭발방지 구조로 되어 있다. 발사기 구조는 야전에서 특별한 공구없이 정비할 수 있도록 간소화되어 있으며 가장 중요한 작동부는 후부 레시버를 여는 것만으로 간단히 정비할 수 있다.
포신 교환도 가능하며 이 부분에 MG-42의 경험이 반영되었다. 발사기와 삼각대 사이에 완충재가 들어 있어 발사시 반동을 흡수하고 삼각대의 높이도 조절이 가능하며 경량화되었다. 표준 조준기인 오픈사이트의 유효 사정 거리는 500미터이지만, 부가 장비인 광학조준기를 사용하면 1,500 미터까지 증가한다. 또한 야간 암시장치가 장착된 조준기도 장착할 수 있다.
1997년 미국의 요청으로 미군의 채택 여부를 놓고 테스트를 위해 애리조나주 유마에서 엄격한 테스트를 받은 바 있다. 미군은 마크19 모델3 유탄발사기를 사용 중이며, 브라우닝 M2 중기관총와 마크19 유탄발사기를 대체할 OCSW 프로젝트를 추진하였다가 전쟁 심화로 인한 비용 문제가 생겨 프로그램을 폐기하였다. 그 과정 속에서 테스트를 받은 것이다.
2000년 이후 무게가 약 23% 정도 감소된 GMW 경량화 버전이 생산 중이다.

## 제원
- 제작: 독일 헤클러&코흐
- 분류: 자동 유탄 발사기
- 구경: 40 mm
- 탄약: 40 mm X 53 mm 고폭 유탄
- 급탄: 32발 탄창, 좌우 급탄식
- 작동방식: 오픈 볼트, 블로우백, 브라이머 발화식
- 총열: 415 mm
- 전장: 1,180 mm
- 중량: 28 kg
- 발사속도: 350 발/분
- 유효사거리: 500 m ~ 1.5 km
- 최대사거리: 2.2 km

## 사용 국가
- 그리스
- 네덜란드
- 독일
- 라트비아
- 리투아니아
- 슬로베니아
- 스웨덴
- 아일랜드
- 영국
- 핀란드
- 키프로스